# Liassoscorpionides schmidti
Liassoscorpionides
Genre
Espèce
Liassoscorpionides schmidti, unique représentant du genre Liassoscorpionides, est une espèce fossile de scorpions à l'appartenance familiale incertaine.

## Répartition
Cette espèce a été découverte à Hondelage en Basse-Saxe en Allemagne. Elle date du Jurassique.

## Description
L'holotype mesure 14,4 mm.

## Étymologie
Cette espèce est nommée en l'honneur de Hermann Schmidt.

## Publication originale
- (de) Bode, « Ein liassischer Scorpionide », Paläontologische Zeitschrift, 1951, vol. 24, p. 58-65.